# Pusa hispida ladogensis
La foca del Ladoga (Pusa hispida ladogensis Nordquist, 1899), nota in russo come Ladožskaja nerpa (Ладожская нерпа), è una sottospecie d'acqua dolce della foca dagli anelli (Pusa hispida) diffusa unicamente nelle acque del lago Ladoga, nella Russia nord-occidentale. Si è evoluta nel corso dell'ultima era glaciale, circa 11.000 anni fa. Quando i ghiacciai si ritirarono e il livello dei mari mutò, alcune popolazioni di foche dagli anelli del Baltico (compresi i progenitori delle odierne foche del Ladoga) rimasero intrappolate in laghi d'acqua dolce e si separarono dalle foche dagli anelli dell'Artico.
La sottospecie è strettamente imparentata con la foca del Saimaa, ancora più rara, originaria del Saimaa, un lago le cui acque fluiscono nel Ladoga attraverso il fiume Vuoksi.

## Descrizione
Gli esemplari adulti di foca del Ladoga possono raggiungere i 150 cm di lunghezza e i 60–70 kg di peso. Alla nascita i piccoli misurano 50–60 cm e pesano circa 4–5 kg. Lo studioso Popov indica quattro variazioni del mantello. Circa il 47% degli esemplari presenta un mantello color marrone scuro con anelli più chiari, il 29% presenta un mantello color marrone scuro con venature più chiare, e il 17% presenta un mantello color marrone chiaro con una sorta di cintura dorsale scura, oltre ad anelli e macchie dai toni scialbi. Il mantello del restante 7% degli esemplari non è stato descritto dallo studioso. La muta annuale avviene tra aprile e giugno.

## Biologia
Le femmine raggiungono la maturità sessuale all'età di quattro-cinque anni, e i maschi a sei-sette anni. I piccoli nascono in febbraio e marzo, e il loro svezzamento avviene dopo sei-otto settimane. La durata di vita è di circa 30-35 anni.

## Conservazione
La popolazione di questa foca, stimata sulle 20.000 unità agli inizi del XX secolo, è scesa ai circa 2000-3000 esemplari odierni in seguito alla caccia sconsiderata; sebbene la caccia sia stata vietata nel 1980, il bracconaggio illegale continua ancora oggi. Tra i principali fattori di minaccia per l'animale ricordiamo le catture accidentali nelle reti da pesca, l'industrializzazione delle aree circondanti il Ladoga, le fuoriuscite di carburante dalle imbarcazioni e il disturbo arrecato dai turisti ai luoghi ove le foche prendono bagni di sole durante la stagione calda. La foca del Ladoga compare nell'Appendice II della Convenzione di Berna e nel Libro Rosso delle Specie Minacciate della Federazione Russa.